# Anagyrus tanystis
Anagyrus tanystis är en stekelart som beskrevs av De Santis 1964. Anagyrus tanystis ingår i släktet Anagyrus och familjen sköldlussteklar. Inga underarter finns listade i Catalogue of Life.